# Юнас Ульссон (футболіст, 1970)
Юнас Ульссон (швед. Jonas Olsson, нар. 14 січня 1970, Гетеборг) — шведський футболіст, що грав на позиції захисника, зокрема за «Гетеборг». По завершенні ігрової кар'єри — тренер.

## Ігрова кар'єра
У дорослому футболі дебютував 1989 року виступами за команду «Гетеборг», кольори якої і захищав протягом усієї своєї кар'єри гравця, що тривала десять років. Більшість часу, проведеного у складі «Гетеборга», був основним гравцем команди і здобув з нею шість титулів чемпіона Швеції.

## Кар'єра тренера
Розпочав тренерську кар'єру невдовзі по завершенні кар'єри гравця, 2001 року, увійшовши до тренерського штабу клубу «Гетеборг».
2004 року розпочав самостійну тренерську кар'єру, очоливши тренерський штаб «Тролльгеттана». Згодом протягом 2007–2011 років знову працював із «Гетеборгом», вже як головний тренер.
Протягом 2012–2015 років працював у Норвегії, тренуючи «Согндал» та «Улл-Кіса».
Наразі останнім місцем тренерської роботи був «Юнгшиле СК», головним тренером команди якого Юнас Ульссон був протягом 2016 року.

## Титули і досягнення

### Як гравця
- Чемпіон Швеції (6):

«Гетеборг»: 1990, 1991, 1993, 1994, 1995, 1996
- Володар Кубка Швеції (1):

«Гетеборг»: 1991

### Як тренера
- Чемпіон Швеції (1):

«Гетеборг»: 2007
- Володар Кубка Швеції (1):

«Гетеборг»: 2008